# HMAS Yarra (D79)
De HMAS Yarra (D79) was een Australische torpedobootjager van de Riverklasse. Het schip vernoemd naar de rivier Yarra werd gebouwd door Denny Brothers uit Dumbarton. Op 10 september 1910 vertrok het schip vanuit Greenock naar Australië.

## DeYarratijdens de Eerste Wereldoorlog
Tijdens de Eerste Wereldoorlog was het schip betrokken bij de jacht op het Duitse eskader in de Grote Oceaan onder Maximilian von Spee. Ook was de Yarra aanwezig bij de invasie van de Duitse koloniën in Zuidoost-Azië. In 1917 werd het schip overgeplaatst naar de Middellandse Zee in verband met de toegenomen dreiging van Duitse U-boten daar.

## DeYarrana de Eerste Wereldoorlog
Na de Eerste Wereldoorlog keerde de Yarra terug naar Australië waar hij tot 1928 dienstdeed, voornamelijk als opleidingsschip. Na de uit dienst name is het schip in 1930 verschroot.